# SiM
Pour les articles homonymes, voir SIM.
SiM (Silence iz Mine) est un groupe de metal alternatif japonais, originaire de la préfecture de Kanagawa, formé en 2004,. Le groupe est actuellement composé de MAH (chant), SHOW-HATE (guitare), SiN (basse), et GODRi (batterie). Leur style musical mélange heavy metal, metal alternatif, hip-hop, ska, reggae, dub et le punk avec des paroles anarchistes et des chansons rebelles,.
Le groupe signe avec Pony Canyon en 2022 et sort son single The Rumbling, utilisé comme thème d'ouverture de l'anime L'Attaque des Titans, dernière saison, partie 2. Le single a réussi à entrer dans les classements du Billboard américain, se classant à la première place du Hot Hard Rock Songs, à la cinquième place du Bubbling Under Hot 100 Singles, à la deuxième place du Hard Rock Digital Song Sales, et à la treizième place du Hot Rock & Alternative Songs.

## Histoire

### Débuts et parcours (2004—2021)
SiM a été fondé par MAH en novembre 2004 à Shōnan, dans la préfecture de Kanagawa, au Japon,. Le groupe était composé de MAH au chant et à la guitare, de KAH à la guitare basse et de WAY à la batterie. Au début de la formation, ils ont appelé le trio Silence iz Mine (le nom actuel du groupe est une abréviation de ce nom). En 2006, SHOW-HATE se joint au groupe à la guitare ; KAH quitte le groupe, et BUN les rejoint à la base jusqu'en 2008.
En 2008, le groupe sort son premier album complet intitulé Silence iz Mine. La même année, ils se produisent pour la première fois à Kyoto. En 2009, WAY quitte SiM, tandis que SiN et GODRi rejoignent le groupe. SiN joue de la basse et GODRi prend la place de WAY à la batterie.
En 2010, le groupe sort son single Anthem sous le label Tower Records et part en tournée. Pendant la tournée, SHOW-HATE est victime d'un accident vasculaire cérébral, ce qui entraîne l'annulation soudaine de la tournée. En attendant son rétablissement, ONO-SHiT suit le groupe en tant que membre de soutien à la guitare. Le 6 octobre 2010, le premier mini-album du groupe, LIVING IN PAiN, sort. En 2011, leur deuxième album studio, Seeds of Hope, sort. Le 4 novembre 2015, SiM se produit au Nippon Budokan dans le cadre de sa tournée The Tour 2015 FiNAL -One Man Show at Budokan. Tous les billets ont été vendus.
Le 6 avril 2016, le quatrième album du groupe, The Beautiful People, sort. Le 6 mai 2016, ils sont apparus dans la série HEY ! HEY ! NEO ! de Fuji TV avec MAKE ME DEAD !. Le 11 mai 2016, SiM sort le DVD live Who Says We Cannot de leur performance au The Tour 2015 FiNAL -One Man Show at Budokan, se classant quatrième au classement hebdomadaire Oricon des DVD et cinquième au classement des Blu-ray. Le 25 septembre 2016, SiM se produit pour la première fois aux États-Unis dans le cadre de l'Ozzfest meets Knotfest,. Le 16 octobre 2016, la dernière représentation de la tournée SiM THE BEAUTiFUL PEOPLE Tour 2016 Grand FiNAL Dead Man Walking a lieu à la Yokohama Arena.
Le 30 janvier 2020, le groupe annonce que leur nouvel album Thank God, There are Hundreds of Ways to Kill Enemies sortira le 15 avril 2020. Le 11 février 2020, le groupe sort le single Bully. Le 17 mars 2020, le groupe a sorti le single Devil in Your Heart. Le 31 mars 2020, le single Baseball Bat sort. En avril 2020, le groupe annonce une date de sortie de l'album reportée au 17 juin 2020. Le 11 mai 2020, le groupe sort le single Captain Hook.

### The Rumbling(depuis 2022)
En janvier 2022, la chanson The Rumbling de SiM est utilisée comme thème d'ouverture de l'anime L'Attaque des Titans, dernière saison, partie 2. Le single est officiellement sorti le 7 février 2022 arrivant juste après que le groupe ait été déplacé vers le label Pony Canyon. SiM se produit aux États-Unis à la Crunchyroll Expo le 6 août et joue son spectacle en tête d'affiche à guichets fermés le 9 août 2022. Le 21 septembre 2022, le groupe sort son nouvel EP Beware, contenant quatre titres dont The Rumbling.
En mars 2023, le single Under the Tree de SiM est utilisé comme générique de fin pour la troisième partie de l'anime L'Attaque des Titans. Il est également annoncé par Pony Canyon qu'un nouvel album studio du groupe sortirait au cours de l'été. SiM est confirmé pour se produire au Download Festival au Royaume-Uni du 8 au 11 juin 2023 suivi d'un concert en tête d'affiche The Rumbling in LDN, à Londres, le 13 juin.

## Discographie

### Albums studio
- 2008 : Silence Iz Mine
- 2011 : Seeds of Hope
- 2013 : Pandora
- 2016 : The Beautiful People
- 2020 : Thank God, There are Hundred of Way to Kill Eenemies

### Maxi-singles
- 2009 : Murderer
- 2010 : Anthem
- 2013 : Evils
- 2015 : ANGELS and DEViLS
- 2015 : Crows
- 2017 : LET iT END
- 2017 : A/The Sound of Breath
- 2022 : The Rumbling

### EP
- 2010 : Living in Pain
- 2012 : Life and Death
- 2014 : I Against I
- 2022 : Beware
- 2023 : Under the Tree

### Démo
- 2007 : Paint Sky Blue